# Clifton with Salwick
Clifton with Salwick var en civil parish från 1866 till 1934 då den blev en del av Newton-with-Clifton och Hutton, i grevskapet Lancashire, i England. Civil parish var belägen 8 km från Preston och hade 428 invånare år 1931.